# محميه أندريه فيليكس الوطنية
محميه اندريه فيليكس الوطنيه هي حديقة وطنية تقع في جمهورية أفريقيا الوسطى، متاخمة لحديقة الرادوم الوطنية في السودان. تأسست المحمية عام 1960م وتبلغ مساحتها 951 كم 2. 
تتكون الحديقة من غابة السافانا المفتوحة المنخفضة في شمالها، وهي تضم عدد من النباتات مثل نبات البامبوسا، والإيزوبيرلينيا، والترميناليا.توجد بها غابات أكثر ارتفاعًا وكثافة في جنوبها. 
تعبر المنطقة عدد من انواع الطيور وصنفت كمنطقة للطيور المهمة من قبل منظمة حياة الطيور منظمة BirdLife International لأنها تدعم أعدادًا كبيرة من طيور السبيرفول هيوجلين، وطيور النحل ذات الحلق الاحمر، وطيور الباربيت ذات الصدر الأسود، والصقور الثعلبية، والعصافير الصفراء المنقار، والطيور البيابياك، والعصافير الخضراء الظهر، والزرزور الأرجواني ، وعصافير النساج ذات التاج الكستنائي، والبيتيليا ذات الأجنحة الحمراء، وعصافير الشمع ذات الردف الأسود، والعصافير البنية الردف . هناك أيضًا أنواع مختلفة من الثدييات بما في ذلك، خارج منطقة الطيور المهمة إلى الشمال الغربي، مجموعة معزولة من الكودو الأكبر.